# 정을영
정을영(1952년 ~ )은 대한민국의 프로듀서이다.

## 학력
- 동국대학교 연극영화과

## 드라마
- 1985년 KBS1 《또 하나의 시작》연출
- 1986년 KBS2 《이화에 월백하고》연출
- 1987년 KBS1 《순애보》연출
- 1989년 KBS2 《숲은 잠들지 않는다》연출
- 1989년 KBS2 《끝없는 사랑》연출
- 1990년 KBS2 《겨울 나그네》연출
- 1991년 KBS2 《아스팔트 내 고향》연출
- 1992년 KBS2 《위기의 남자》연출
- 1992년 ~ 1993년 KBS2 《사랑을 위하여》연출
- 1995년 ~ 1996년 KBS2 《목욕탕집 남자들》연출
- 1997년 ~ 1998년 SBS《지평선 너머》연출
- 2000년 SBS《불꽃》연출
- 2000년 SBS《천사의 분노》연출
- 2002년 KBS2 《내 사랑 누굴까》연출
- 2004년 SBS 《소풍가는 여자》연출
- 2004년 ~ 2005년 KBS2 《부모님 전상서》연출
- 2007년 SBS 《내 남자의 여자》연출
- 2008년 KBS2 《엄마가 뿔났다》연출
- 2010년 SBS 《인생은 아름다워》연출
- 2011년 SBS 《천일의 약속》연출
- 2012년 JTBC 《무자식 상팔자》연출

## 수상
- 2005년 KBS 연기대상 특별상
- 2008년 제2회 코리아드라마 어워즈 작품상
- 2009년 제45회 백상예술대상 TV부문 작품상